# فرهاد صیاد مصلح
فرهاد صیاد مصلح بازیکن سابق فوتبال ایران است. او سابقه بازی در باشگاه فوتبال ملوان بندر انزلی را دارد.
وی سابقه ۱ بازی ملی نیز در کارنامه دارد.